# آبل فرناندز
آبل فرناندز (انگلیسی: Abel Fernandez; ۱۴ ژوئیهٔ ۱۹۳۰ – ۳ مهٔ ۲۰۱۶) یک هنرپیشه اهل ایالات متحده آمریکا بود.
از فیلم‌ها یا برنامه‌های تلویزیونی که وی در آن نقش داشته‌است می‌توان به تسخیرناپذیران اشاره کرد.